# Burmistrzowie Pittsburgha
Lista burmistrzów Pittsburgha, Pensylwania, USA.
| Burmistrz            | Okres     |
| -------------------- | --------- |
| Ebenezer Denny       | 1816–1817 |
| John Darragh         | 1817–1825 |
| John M. Snowden      | 1825–1828 |
| Magnus K. Murray     | 1828–1830 |
| Matthew B. Lowrie    | 1830–1831 |
| Magnus K. Murray     | 1831–1832 |
| Samuel Pettigrew     | 1832–1836 |
| Jonas R. McClintock  | 1836–1839 |
| William Little       | 1839–1840 |
| William W. Irwin     | 1840–1841 |
| James Thomson        | 1841–1842 |
| Alexander Hay        | 1842–1845 |
| William J. Howard    | 1845–1846 |
| William Kerr         | 1846–1847 |
| Gabriel Adams        | 1847–1849 |
| John Herron          | 1849–1850 |
| Joseph Barker        | 1850–1851 |
| John B. Guthrie      | 1851–1853 |
| Robert M. Riddle     | 1853–1854 |
| Ferdinand E. Volz    | 1854–1856 |
| William Bingham      | 1856–1857 |
| Henry A. Weaver      | 1857–1860 |
| George Wilson        | 1860–1862 |
| Benjamin C. Sawyer   | 1862–1864 |
| James Lowry Jr.      | 1964–1866 |
| William C. McCarthy  | 1866–1868 |
| James Blackmore      | 1868–1869 |
| Jared M. Brush       | 1869–1872 |
| James Blackmore      | 1872–1875 |
| William C. McCarthy  | 1875–1878 |
| Robert Liddell       | 1878–1881 |
| Robert W. Lyon       | 1881–1884 |
| Andrew Fulton        | 1884–1887 |
| William McCallin     | 1887–1890 |
| Henry I. Gourley     | 1890–1893 |
| Bernard J. McKenna   | 1893–1896 |
| Henry P. Ford        | 1896–1899 |
| William J. Diehl     | 1899–1901 |
| Adam M. Brown        | 1901      |
| Joseph O. Brown      | 1901–1903 |
| William B. Hayes     | 1903–1906 |
| George W. Guthrie    | 1906–1909 |
| William A. Magee     | 1909–1914 |
| Joseph G. Armstrong  | 1914–1918 |
| Edward V. Babcock    | 1918–1922 |
| William A. Magee     | 1922–1926 |
| Charles H. Kline     | 1926–1933 |
| John S. Herron       | 1933–1934 |
| William N. McNair    | 1934–1936 |
| Cornelius D. Scully  | 1936–1946 |
| David L. Lawrence    | 1946–1959 |
| Thomas Gallagher     | 1959      |
| Joseph M. Barr       | 1959–1970 |
| Peter F. Flaherty    | 1970–1977 |
| Richard S. Caliguiri | 1977–1988 |
| Sophie Masloff       | 1988–1994 |
| Tom Murphy           | 1994–2006 |
| Bob O’Connor         | 2006      |
| Luke Ravenstahl      | 2006–2014 |
| William Peduto       | od 2014   |